# Premios As del deporte
Los Premios AS del deporte son unos galardones anuales concedidos por el As (periódico) cuya primera edición se realizó en el año 2007, continuando hasta la actualidad. Se conceden mediante votación popular por los lectores del As (periódico). El Premio entregado consiste en una escultura de Xavier Mascaró. Organizados en Londres.

## Año 2007
Fueron repartidos en el recientemente inaugurado Madrid Arena de Madrid. Con el director del diario As como anfitrión, fueron presenciado por multitud de personalidades del deporte, entre las más destacadas: Arantxa Sánchez Vicario, Óscar Pereiro, Ángel Nieto, Manuel Santana, José Ángel Iribar, Carlos Sainz, Carlos Moyá, Miguel Induráin, etc. además políticos y representantes de clubes como el secretario general del deporte Jaime Lissavetzky, la presidenta de la Comunidad de Madrid Esperanza Aguirre, Manuel Cobo, el vicealcalde de Madrid Alejandro Blanco, y los presidentes de los dos clubes de fútbol madrileños más importantes, Ramón Calderón y Enrique Cerezo.
Los galardonados fueron:
- AS Futbol:
  -  Raúl González Blanco

- AS Motor:
  -  Fernando Alonso

- AS Baloncesto:
  -  Marc Gasol y  Laura Camps

- AS Promesa:
  -  Bojan Krkić

En esta edición, se realizó un homenaje a estrellas históricas del deporte español tales como: Adelardo Rodríguez, Mariano Haro, Francisco Gento, Carlos Sainz, Manuel Santana, Ángel Nieto…

## Año 2008
Se celebró en el Palacio de Congresos(Paseo de la Castellana) donde volvió a haber gran número de personalidades del deporte. En esta edición, se guardó un minuto de silencio por el asesinato de Ignacio Uría a manos de la banda terrorista ETA.
Los galardonados fueron:
- AS Mejores deportistas del año:
  -  Selección española de fútbol
  -  Alberto Contador
  -  Rafael Nadal

- AS Promesa:
  -  Jaime Alguersuari

- AS Olímpico:
  -  Gemma Mengual

- AS Paralímpico:
  -  Teresa Perales

- AS Premio especial:
  -  Tommie Smith, atleta que protestó contra la marginación racial en Estados Unidos durante los Juegos Olímpicos de 1968.

## Año 2009
Los galardonados fueron:
- AS Mejores deportistas del año:
  -  Selección española de Baloncesto.
  -  Marta Domínguez.
  -  Cristiano Ronaldo.

- AS Promesa
  -  Carlos Sainz Jr.

## Año 2010
Los galardonados fueron:
- AS Mejores deportistas del año:
  -  Rafael Nadal.
  -  Selección española de fútbol.
  -  Jorge Lorenzo.

- AS Promesa:
  -  Marc Márquez.

## Año 2011
Los galardonados fueron:
- AS Mejores deportistas del año:
  -  Todas las categorías de la selección española de baloncesto (nueve medallas conseguidas en 2011).
  -  Cristiano Ronaldo.
  -  Equipo español de Copa Davis.

- AS Promesa:
  -  Selección española de fútbol femenino sub-17.

## Año 2012
En esta edición, al ser año olímpico, se otorgaron dos más, el AS olímpico y el AS paralímpico, al igual que la edición del año 2008.
Los galardonados fueron:
- AS Mejores deportistas del año:
  -  Iker Casillas.
  -  Radamel Falcao.
  -  Alberto Contador,  Alejandro Valverde y  Joaquim Rodríguez (Podio de la Vuelta Ciclista a España de 2012).

- AS Promesa:
  -  Laura Gil.

- AS Olímpico:
  -  Mireia Belmonte.

- AS Paraolímpico:
  -  Teresa Perales.

- AS Trayectoria:[3]
  -  Vicente del Bosque.

## Año 2013
Los galardonados fueron:
- AS Mejores deportistas del año:
  -  Diego Pablo Simeone
  -  Marc Márquez
  -  Selección femenina de Waterpolo

- AS Promesa:
  -  Marta Ortega[5]

- AS Trayectoria:
  -  Federico Martín Bahamontes

## Año 2014
Los galardonados fueron:
- AS Mejores deportistas del año:
  -  Mireia Belmonte
  -  Carolina Marín
  -  Selección de gimnasia rítmica

- AS Promesa:
  -  Ángela Salvadores

- AS Trayectoria:
  -  Carles Puyol

- AS América:
  -  Manuel Pellegrini

## Año 2015
Los galardonados fueron:
- AS Mejores deportistas del año:
  -  Ruth Beitia
  -  Carolina Marín
  -  Ruth Beitia

- AS Promesa:
  -  Paula Badosa
- AS América:
  -  Diego Godín
- AS Trayectoria:
  -  Juan Carlos Valerón
  -  L'Equipe (diario)

- AS Reconocimiento:
  -  Lobo Carrasco

## Año 2016
Los galardonados fueron:
- AS Olimpicos:
  -  Maialen Chourraut
  -  Carolina Marín
  -  Marcus Cooper
  -  Mireia Belmonte
  -  Ruth Beitia
  -  Saúl Craviotto
  -  Rafael Nadal
  -  Cristian Toro
  -  Marc López

- AS Especial:
  -  Lydia Valentín

- AS América:
  -  Jorge Sampaoli
- AS Promesa:
  -  Bruno Hortelano

- AS Paraolímpico:
  -  Teresa Perales

- AS Trayectoria:
  -  Luis Suárez Miramontes
- AS Reconocimiento:
  -  Las Aficiones del Atlético y Real Madrid

- AS Capitán Generación de Oro:
  -  Juan Carlos Navarro

## Año 2017
Los galardonados fueron:

### Premiados AS/50 Aniversario
- AS Mejor deportista español de los 50 años:
  -  Rafael Nadal

- AS Mejor deportista español feminina de los 50 años:
  -  Mireia Belmonte

- AS Trayectoria:
  -  Sebastian Coe

- AS Promesa:
  -  Alejandro Davidovich Fokina
- AS Decenio 1967-1977:
  -  José Ángel Iribar
  -  Manuel Orantes
- AS Decenio 1977-1987:
  -  Partido de clasificación para la Eurocopa entre España y Malta (1983)
  -  España en los Juegos Olímpicos de Los Ángeles 1984

- AS Decenio 1987-1997:
  -  Fermín Cacho
  -  Miguel Induráin
- AS Decenio 1997-2007:
  -  Septima del Real Madrid
  -  Pau Gasol

- AS Decenio 2007-2017:
  -  Ruth Beitia
  -  España en la Copa Mundial de Fútbol de 2010

## Año 2018
Los galardonados fueron:
- AS Mejores deportistas del año:
  -  Ana Carrasco
  -  Carolina Marín
  -  Club Atlético de Madrid
  -  Selección femenina de baloncesto de España
  -  Selección femenina de fútbol de España
  -  Lydia Valentín
  -  Joana Pastrana
  -  Sandra Sánchez
  -  Gisela Pulido

- AS America:
  - ' Yulimar Rojas'

- AS Trayectoria:
  -  Edurne Pasaban
- AS Promesa:
  -  María Vicente

- AS Leyenda:
  - ' Larisa Latýnina'
- AS Arabia:
  - ' Rababe Arafi'

## Año 2019
Los galardonados fueron:
- AS Mejores deportistas del año:
  -  Lionel Messi
  -  Equipo de Copa Davis de España
  -  Luis Aragonés
  -  Joaquín
  -  Real Madrid Club de Fútbol
  -  LaLiga
  -  Ona Carbonell
  -  Toni Bou
  -  Selección de baloncesto de España
  -  Selección femenina de baloncesto de España

- AS America:
  -  Diego Forlán
  -  Egan Bernal

- AS Trayectoria:
  -  Javier Fernández López
- AS Promesa:
  -  Alba Vázquez

- AS Leyenda:
  -  Javier Sotomayor
- AS Arabia:
  -  Mutaz Essa Barshim

- AS FairPlay:
  -  Ribera Navarra (José Lucas Mena)
- AS Paraolímpico:
  -  Nuria Marqués

## Año 2020
Los galardonados fueron:
- AS Mejores deportistas del año:
  -  Movistar Team
  -  Joan Mir
  -  Rafael Nadal
  -  Carlos Sainz
  -  Tour Universo Mujer
  -  Sevilla Fútbol Club
  -  Vuelta a España

- AS Solidarios:
  -  Deportistas Solidarios

- AS Trayectoria:
  -  Iker Casillas
- AS Promesa:
  -  Raquel Carrera

- AS Leyenda:
  -  Michael Robinson

## Año 2021
Los galardonados fueron:
- AS Mejores deportistas del año:
  -  Karim Benzema
  -  Atlético de Madrid
  -  Alexia Putellas
  -  Villarreal C. F.
  -  Novak Djokovic
  -  Ana Peleteiro
  - ' Yulimar Rojas'
  -  Paula Badosa
  -  Sandra Sánchez
  -  Alberto Ginés
  -  Saúl Craviotto
  -  María Teresa Portela Rivas
- AS Trayectoria:
  -  Felipe Reyes
- AS Olímpico: Fátima Gálvez y Alberto Fernández
- AS Paraolímpico:  Susana Rodríguez Gacio
- AS Promesa:
  -  Carlos Alcaraz

- AS América:
  -  Luis Suárez
- AS Social:  FUNDACIÓN TRINIDAD ALFONSO